# Services Australia
Services Australia, conhecido anteriormente como Departamento de Serviços Humanos e antes disso como Departamento de Previdência Social, é uma agência executiva do Governo da Austrália, responsável por fornecer uma gama de bem-estar social, saúde, pagamentos de pensão alimentícia e outros serviços para cidadãos australianos elegíveis e residentes permanentes. Services Australia presta serviços sociais por meio de programas governamentais como Centrelink, Medicare, the PBS e o Child Support Agency. Cidadãos australianos elegíveis e residentes permanentes podem acessar muitos desses serviços por meio de uma conta no site do governo.
A atual chefe da agência é Rebecca Skinner, que responde a Linda Reynolds, a Ministra de Serviços Governamentais.